# Kryszina Kicka
Kryszina Kicka (geb. Michajlenka; belarussisch Крысціна Міхайленка; englische Transkription: Kristina Mikhailenko; * 26. März 1992 in Minsk) ist eine belarussische Volleyball-Nationalspielerin. Die Diagonalangreiferin wurde Meisterin in ihrer Heimat und gewann mit dem Dresdner SC die deutsche Meisterschaft und den DVV-Pokal.

## Karriere
Kicka begann ihre Karriere bei Minchanka Minsk. Mit dem Verein gewann sie 2020 die belarussische Meisterschaft. Ein Jahr später wurde sie Vizemeisterin. 2011 gab die Diagonalangreiferin ihr Debüt in der belarussischen Nationalmannschaft. 2012 wechselte sie zum polnischen Verein Siodemka Legionovia, der gerade in die erste Liga aufgestiegen war. Mit Belarus erreichte sie bei der Europameisterschaft 2013 die Playoff-Runde nach den Gruppenspielen. Im gleichen Jahr wurde sie vom deutschen Bundesligisten Dresdner SC verpflichtet. Mit dem Verein gewann sie in der ersten Saison 2013/14 die deutsche Meisterschaft. Ein Jahr später gelang Kicka mit Dresden die Titelverteidigung. 2016 gewann sie das Double aus deutscher Meisterschaft und dem Sieg im DVV-Pokal. Außerdem spielte sie mit dem DSC drei Jahre lang in der Champions League. 2013/14 schied der Verein in der Gruppenphase aus, 2014/15 und 2015/16 erreichte er jeweils die erste Playoff-Runde der besten zwölf Mannschaften.
2016 wechselte Kicka zum türkischen Erstligisten İdmanocağı SK Trabzon. In der Saison 2017/18 spielte sie zunächst für CSM Bukarest. Im Dezember 2017 ging sie nach Südkorea zu Incheon Pink Spiders. 2018 kehrte sie zurück zu Siodemka Legionovia. 2020 wurde Kicka vom deutschen Bundesligisten Ladies in Black Aachen verpflichtet. Mit Aachen erreichte sie im DVV-Pokal 2020/21 das Viertelfinale und unterlag als Tabellenachte der Bundesliga-Hauptrunde im Playoff-Viertelfinale gegen den Dresdner SC.
Zur Saison 2021/22 kehrte Kicka zum Dresdner SC zurück und unterzeichnete dort einen Einjahresvertrag. Nach dem Ende der Saison 2021/22 wurde ihr Vertrag in Dresden nicht verlängert.